# 코라손 살바헤 (1966년 텔레노벨라)
《코라손 살바헤》(스페인어: Corazón salvaje)은 1966년 방영된 멕시코의 텔레노벨라이다.